# Reinhard Pflug
Reinhard Pflug (* 1. April 1932 in Schwerte; † 9. Februar 2012 in Kirchzarten bei Freiburg im Breisgau) war ein deutscher Geologe und Pionier der Datenverarbeitung in der Geologie.
Nach dem Studium der Geologie in Tübingen und Bonn und ab 1960 auf einer Dozentenstelle in Rio de Janeiro mit umfangreichen Geländearbeiten baute Pflug das Eschwege-Institut in Diamantina (Brasilien) auf und habilitierte sich 1964 an der Universität Heidelberg.
1970 erhielt er einen Ruf auf den Lehrstuhl für Geologie und Paläontologie der Universität Freiburg in der Nachfolge von Max Pfannenstiel. Dort führte sein starkes Interesse an der entstehenden Datenverarbeitung zur Bildung eines neuen Schwerpunkts in Forschung und Lehre. Die moderne Ausstattung und zusätzlich angebotene Programmierkurse des damals zeitgeistgemäßen Metiers machten das Institut populär.
Als Direktor des Geologischen Instituts betreute er von 1970 bis 2000 51 Dissertationen und mehr als 100 Diplomarbeiten. Nach der Emeritierung widmete sich Pflug verstärkt der Weiterentwicklung seines GeolKart-Programms, mit dem geologische Karten erstellt werden können. Er lebte in Freiburg und betreute weiterhin Diplomarbeiten und führte Exkursionen in die Schweizer Alpen durch.
1960 erhielt er den Hermann-Credner-Preis und 1999 die Hans-Stille-Medaille der DGG.
Reinhard Pflug verstarb am 9. Februar 2012 in Kirchzarten bei Freiburg.